# Август Хох
Август Хох (на немски: August Hoch) е американски психиатър от швейцарски произход.
Имигрира в САЩ през 1887 г. От 1909 до 1917 г. е директор на Нюйоркския щатски психиатричен институт. Преподава в медицинския факултет на университета „Корнел“. През 1911 г. става съучредител на Нюйоркското психоаналитично общество.
В монография, публикувана посмъртно, въвежда понятието „доброкачествен ступор“, което съответства на кататонична шизофрения.